# Грибальова Лариса Володимирівна
Грибальова Лариса Володимирівна (біл. Грыбалë́ва Лары́са Уладзíміраўна; нар.. 20 жовтня 1973) — білоруська співачка, телеведуча, актриса.

## Життєпис
Лариса Грибальова народилася 20 жовтня 1973 року в білоруському місті Полоцьку. Батько — Грибальов Володимир Васильович, військовослужбовець. Мати — Грибальова Валентина Семенівна, головний бухгалтер. Родина декілька років жила в Африці й на Далекому Сході у місті Благовєщенськ. У 1992 році Лариса з батьками повернулася до Білорусі. Закінчила Вітебський педагогічний інститут за спеціальністю вчитель початкових класів. Коли вчилася, дала два сольні концерти у Благовєщенську та Вітебську. Закінчила Білоруський університет культури за спеціальністю артист-вокаліст.
Творча діяльність почалася з перемоги на конкурсі молодих виконавців фестивалю білоруської пісні та поезії «Молодечно-94», після якого молода артистка була запрошена до складу Національного концертного оркестру Республіки Білорусь під керуванням Михайла Фінберга, де працювала солісткою з 1994 по 2009 роки. У цей період артистка записувала сольні пісні, знімалася в кіно.
З 1994 року почалася телевізійна кар'єра. Телеведучий і продюсер Єгор Хрустальов запросив Ларису Грибальову на телевізійні проби, після яких молода артистка стала незмінною ведучою популярної щотижневої розважальної програми «Все нормально, мама!» на білоруському телебаченні. У 2003 році випустила альбом «Что-нибудь». Результатом музичного співпраці з Єгором Хрустальовим стали пісні «Ты увидишь», «Солнце в холодной воде», «Новости». Композиція «Что-нибудь» стала візитною карткою співачки, яка номінувалася як Найкраща пісня 2004 року. Режисером кліпів на пісні «Що-нибудь» і «Новости» виступив Є. Хрустальов.
З 1997 по 2000 роки Лариса Грибальова, спільно з Юрієм Ніколаєвим, вела телевізійну програму Ранкова пошта на телеканалі ОРТ, а з 2000 по 2004 роки — програми білоруського телебачення «У ліжку з Ларисою Грибальовою» (8 Канал), «Добрай раніцы, Беларусь!» (Перший канал).
У 2002 році зіграла роль присяжної Москаленко в серіалі «Закон». У 2004 рік записала пісню «Катюша» для проекту «Білоруський вокзал» (кращі пісні військових років). У 2007 році була однією з ведучих концерту «Танцюй до ранку», що пройшов у рамках фестивалю Слов'янський базар. Наприкінці 2008 року знялася в новорічному музичному фільмі «Батлейка» (ОНТ).

Наприкінці 2009 року співачка закінчила співпрацю з оркестром під керуванням Михайла Фінберга і почала сольну кар'єру. У 2010 році Лариса провела гастрольний тур містами Білорусі «Все буде добре». У 2009 році Лариса Грибальова записала пісню «Все будет хорошо», яку для неї написала Бьянка. Пісня потрапила до ефіру радіостанцій Білорусії. У 2012 році презентувала нову концертну програму «Девочка-пожар» з постійним колективом «живих» музикантів. 
|                    | Ми давно виношували цю ідею і мені здається, що зараз момент настав. Сьогодні соліст, який виступає під «мінусову» фонограму, вже не цікавий, глядачі хочуть чути живі інструменти, бачити на сцені живий творчий процес |
| — Лариса Грибалёва | |

Співачка постійно співпрацює з Сашком Немо, Леонідом Ширіним, Ярославом Ракітіним. У 2006 році пісня «Говорит и показывает» на слова Леоніда Ширіна була відібрана на фестиваль «Пісня року Білорусі». В цьому ж році записала пісню «Пусть любуются» для проекту «Срібний грамофон» (ОНТ). У 2007 році брала участь в музичній телевізійної премії «Шоколадний мікрофон» (ЛАД). У 2012 році записала дует з Сашком Немо — пісню «Хочу-хочу», що увійшла до четвертого альбому Саші Немо «Что ещё надо». Саунд-продюсером багатьох пісень Лариси є Ігор Лалетін.
З 8 листопада 2008 по 2012 рік була ведучою програми «Ранкова пошта з Юрієм Ніколаєвим та Ларисою Грибальовою» на телеканалі РТР-Білорусь (з травня по жовтень 2009 року передача виходила під назвою «Ранкова пошта», з липня по жовтень 2009 року кожного місяця один випуск виходив під назвою «Ранкова пошта з Юрієм Ніколаєвим та Ларисою Грибальовою», з 31 жовтня 2009 року по 22 жовтня 2011 року передача виходила під назвою «Ранкова пошта з Ларисою Грибальовою», з 17 березня 2012 року — під назвою «Ранкова@пошта»
Лариса Грибальова активно Шаблон:Наскільки брала участь в проектах «Новий рік — сімейне свято» (РТР-Білорусь), «Улюблені пісні для коханої мами» (РТР-Білорусь), «Битва титанів» (ОНТ), «Зоряний ринг» (Столичне телебачення), «Співаючі міста» (білоруська версія британського проекту The X Factor) на телеканалі Столичне телебачення. У 2009—2010 роках організувала проект «ТОП 50» успішних і гарних людей міста Мінська. У 2012 році зіграла саму себе у фільмі «Вище неба».
У 2013 році вийшов новий альбом Лариси Грибальової «Не обижай мене». До альбому увійшло 13 пісень, включаючи «До завтра», «Наугад», «Часики», «С тобой». На пісні «Наугад», «Часики» були зняті кліпи. Заголовна пісня альбому була визнана «Найкращою піснею року» на Національної музичної премії.
У 2014 році Лариса Грибальова взяла участь в театральній постановці «Два підкаблучники», де зіграла головну роль. Партнерами на сцені стали Єгор Хрустальов та Володимир Максимков.
Навесні 2015 року було знято кліп Лариси Грибальової на пісню «Забытое счастье» (режисери Андрій Гузель та Віктор Оскирко).
Займається благодійною діяльністю/ Лариса Грибальова — організатор проекту «Золоте серце», метою якого є допомога важкохворим дітям Білорусі. У 2011 році брала участь у благодійній акції «Правда серця» з підтримки дітей з серцевими захворюваннями.

## Особисте життя
- Чоловік — Олександр Ставер, бізнесмен[39]
- Дочка — Аліса (нар.. 2003).
- Син — Арсеній (нар.. 2005).
- Дочка — Олена (нар.. 29 лютого 2016).
- Сестра — Ольга Грибальова-Фоміна (нар.. 1969) — керівник цирку «Ап» у місті Благовєщенськ Амурська області Російської Федерації.

## Бізнес
Лариса Грибальова — власниця агентства «Святкове бюро Лариси Грибальової». Агентство нагороджене відзнакою «Вибір року» в 2008—2010 роках, а також премії «Червона морква» в номінації «Найкраще святкове агентство».

## Дискографія
- 2003 — «Что-нибудь»
- 2013 — «Не обижай меня»[41][42]

## Кліпи
- «Я гуляю» (реж. В. Янковський)[43]
- «Такси»
- «Катюша»[44]
- «Первым делом самолеты»
- «Говорит и показывает Минск» (реж. Анатолій Вечер)

## Робота на телебаченні
- 1996—2004 — ведуча програми «Все нормально, мама!», Перший канал Білорусі.
- 1997—2000 — ведуча програми «Ранкова пошта», ОРТ (Росія).
- 2000—2002 — авторка і ведуча програми «У ліжку з Ларисою Грибальовою», 8 канал Білорусі.
- 2001—2004 — ведуча програми «Добрай раніцы, Беларусь!» Перший канал Білорусі.
- 2008—2012 — ведуча програми «Ранкова пошта з Юрієм Ніколаєвим та Ларисою Грибальовою», РТР-Білорусь.

## Фільмографія
| Рік  |   | Українська назва                    | Оригінальна назва           | Роль                     |
| ---- | - | ----------------------------------- | --------------------------- | ------------------------ |
| 1998 | ф | Привіт від Чарлі-трубача            | Оригінальна назва невідома  | ведуча                   |
| 1999 | с | Каменська                           | Оригінальна назва невідома  | Таня, наречена           |
| 2002 | с | Закон                               | Оригінальна назва невідома  | присяжна Москаленко      |
| 2004 | з | Жінки в грі без правил              | Жанчини ў гульні без правіл | господарка квартири      |
| 2004 | с | Небо і земля                        | Неба и зямля                |                          |
| 2005 | з | Воскресенье в женской лазні         | Оригінальна назва невідома  | Ірочка                   |
| 2008 | ф | На світі живуть добрі і хороші люди | Оригінальна назва невідома  | Наташа, хоровий диригент |
| 2012 | ф | Вище неба                           | Вишей за неба               | зіграла саму себе        |
| 2017 | с | Мала батьківщина                    | Мала радзіма                | Тамара                   |

## Визнання і нагороди
- 1994 — лауреат другої премії конкурсу «Маладзечна-94».
- 2003 — премія Першого національного конкурсу у сфері розвитку зв'язків з громадськістю «Premiя-2003» у номінації «Найкраща PR-персона»[45].
- 2005 — «Людина року — 2005».
- 2010 — event-премія «Червона морква» — «Найкраща співачка».
- 2010 — «Музична премія СТВ» у номінації «Найкращий гастрольний тур року» (тур «Все буде добре»)[46].
- 2009, 2010, 2011 — музична премія «Пісня року Білорусі».
- 2011 — event-премія «Червона морква» — «Найкращий event-проект» («Святкове агентство Лариси Грібалева»)[47]
- 2012 — «Національна музична премія у сфері естрадного мистецтва». Премія в номінації «Найкраща пісня року» («Не ображай мене»)[48][49]
- 2012 — «Бренд року 2012». Золота медаль в номінації «Бренд-персона року» («Шоу-бізнес»)[50]
- 2013 — ТОП-10 найуспішніших жінок Білорусі[51]